# Biedrzychowice
Biedrzychowice (deutsch Friedersdorf am Queis) ist ein Ort in der Landgemeinde Olszyna (Langenöls) im Powiat Lubański der Woiwodschaft Niederschlesien in Polen. Es liegt nördlich des Queis an der Landesstraße 30 von Lubań (Lauban) nach Jelenia Góra (Hirschberg), etwa drei Kilometer nordwestlich von Gryfów Śląski (Greiffenberg).

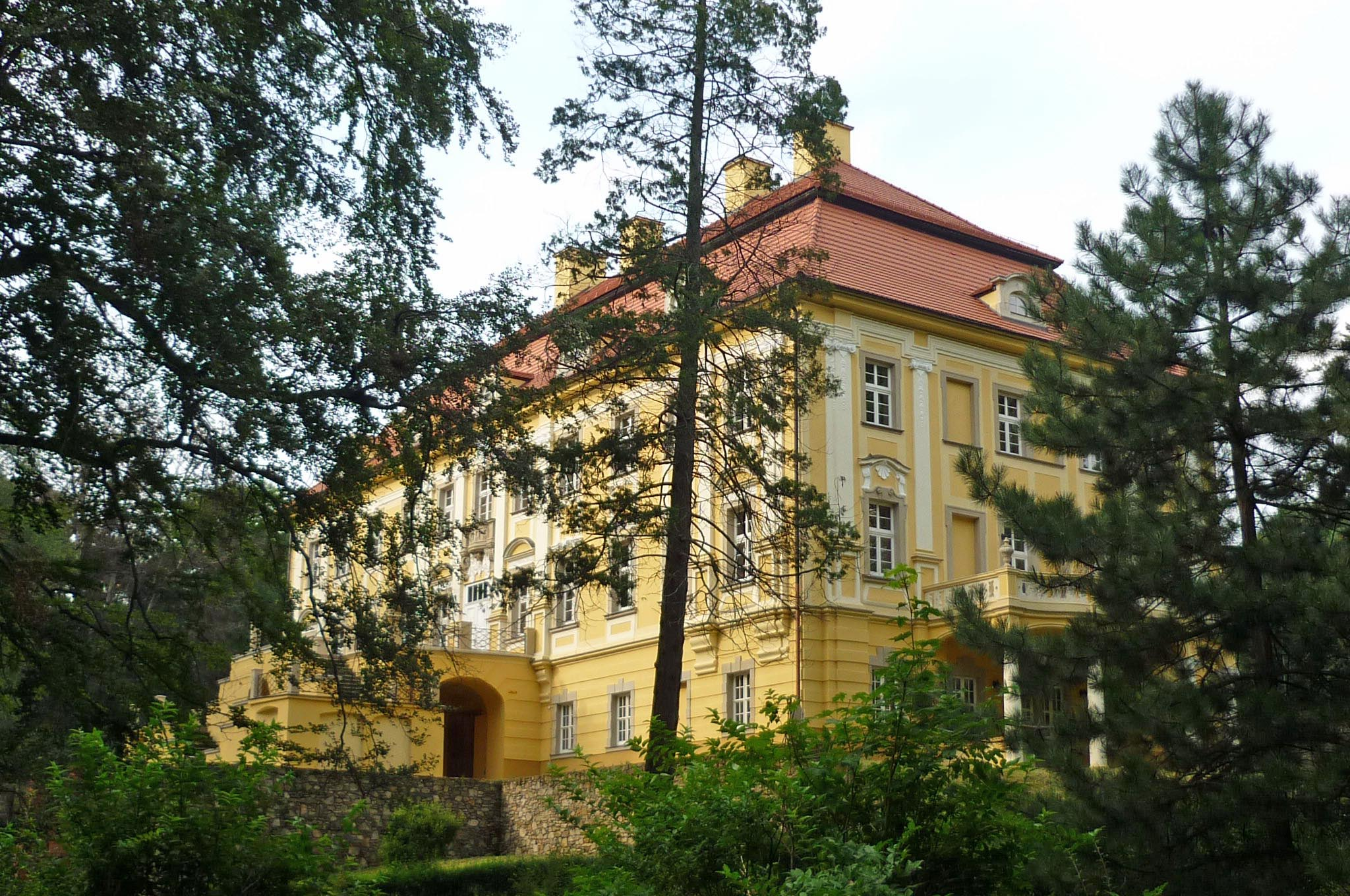
Barockschloss

## Geschichte

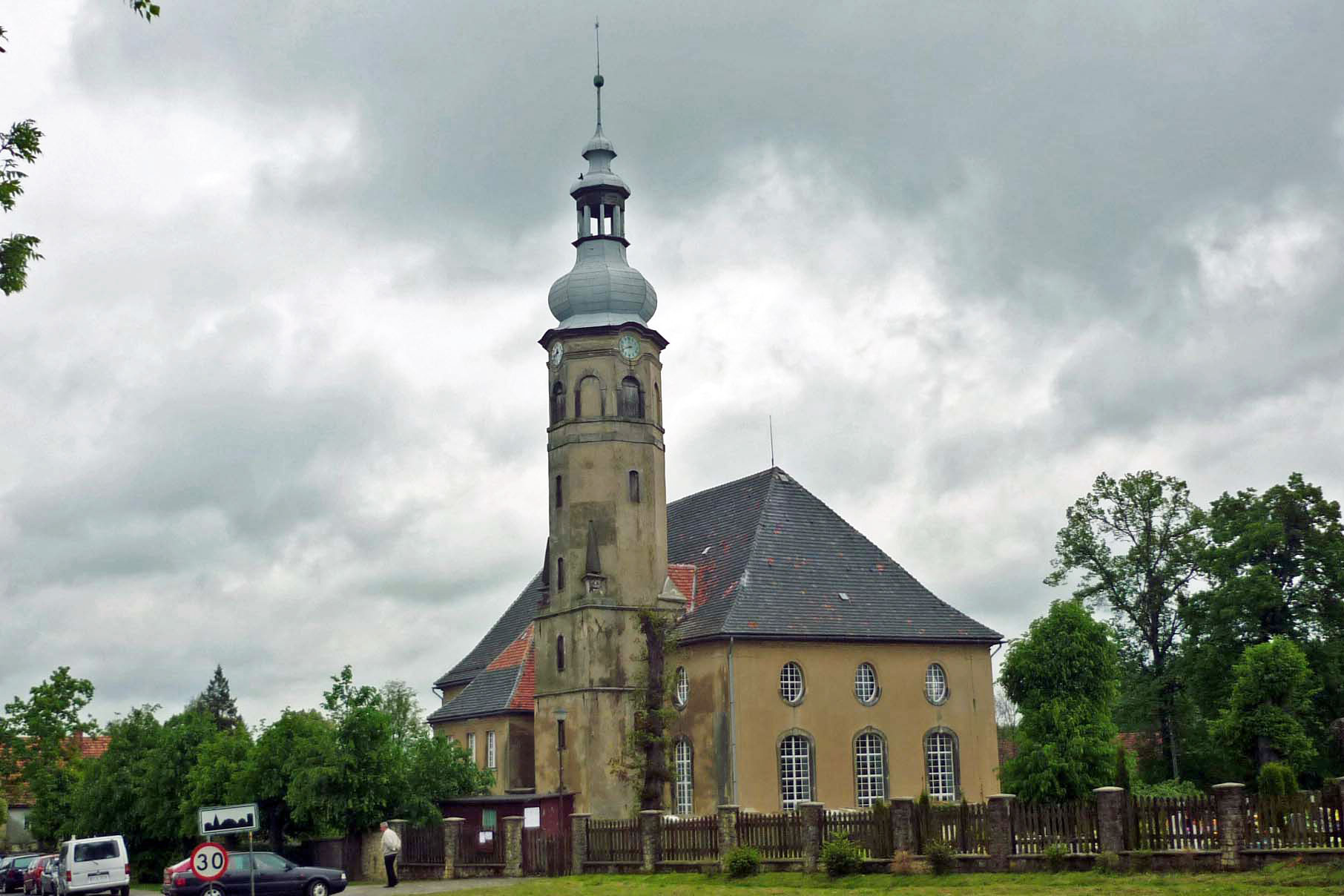
Pfarrkirche St. Antonius

Friedersdorf wurde im 13. Jahrhundert gegründet. Es gehörte zunächst zum Herzogtum Schweidnitz-Jauer und gelangte 1427, nachdem es vom Kaiserlichen Rat Hartung von Klüx erworben wurde, zur Herrschaft Tzschocha. Obwohl es rechts des Queis lag, der die Grenze zwischen Schlesien und der Oberlausitz bildete, wurde es nun zum oberlausitzschen Queiskreis gerechnet, seit 1544 auch amtlich. Durch den Verkauf an Johann Ernst von Warnsdorf 1651 wurde es von der Herrschaft Tzschocha gelöst, nicht jedoch vom Queiskreis, der seit 1635 zum evangelischen Kurfürstentum Sachsen gehörte. Wie die anderen Orte des Queiskreises zog nun auch Friedersdorf Glaubensflüchtlinge aus Böhmen und Schlesien an. Die 1654–1656 von Johann Ernst von Warnsdorf errichtete Kirche „Zum Jesusbrunnen“ diente für die evangelischen Gläubigen aus Greiffenberg und Umgebung als Grenzkirche. Für die Exulanten errichtete vor 1660 der Grundherr die Siedlung Neu Warnsdorf. 1682 erwarb Friedersdorf Hans Christoph von Schweinitz, der auf Friedersdorfer Gemarkung die Exulantensiedlung Neu Schweinitz anlegen ließ. Die Exulanten lebten überwiegend von der Leinenherstellung. 1702 erbaute Moritz Christian von Schweinitz das Barockschloss Friedersdorf an der Stelle eines Vorgängerbaus.
Nach dem Wiener Kongress 1815 fiel Friedersdorf zusammen mit der Ostoberlausitz an Preußen. Das Gebiet wurde nun an die Provinz Schlesien angeschlossen und dem Landkreis Lauban im Regierungsbezirk Liegnitz eingegliedert. Seit 1874 bestand der Amtsbezirk Friedersdorf, der 1908 aus den Landgemeinden Friedersdorf, Steinbach, Vogelsdorf sowie den Gutsbezirken Friedersdorf und Vogelsdorf bestand.
1862 wurde Friedersdorf von Alexander von Minutoli erworben, dem 1887 dessen Schwiegersohn, der Afrikaforscher Joachim von Pfeil und Klein Ellguth folgte, bei dessen Nachkommen Friedersdorf bis 1945 verblieb.
Als Folge des Zweiten Weltkriegs fiel Friedersdorf mit dem größten Teil Schlesiens an Polen und wurde in Biedrzychowice umbenannt. Die deutsche Bevölkerung wurde, soweit sie nicht vorher geflohen war, vertrieben. Die neu angesiedelten Bewohner waren teilweise Zwangsumgesiedelte aus Ostpolen, das an die Sowjetunion gefallen war.
1945–1975 gehörte Biedrzychowice zur Woiwodschaft Breslau, 1975–1998 zur Woiwodschaft Jelenia Góra. 1945–1954 war Biedrzychowice Sitz einer selbständigen Landgemeinde.

## Sehenswürdigkeiten

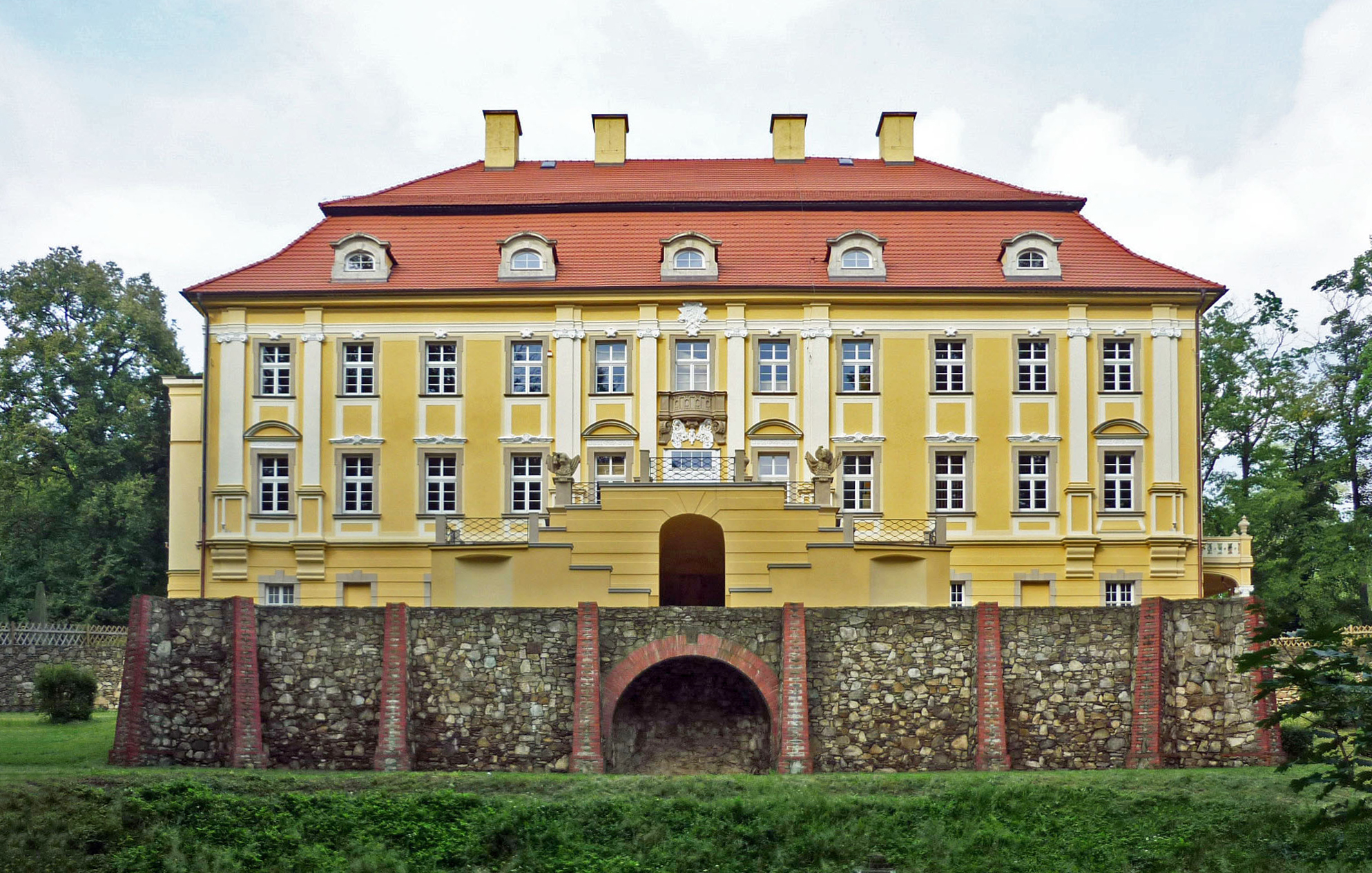
Barockschloss Parkseite

- Die ehemals evangelische Kirche „Zum Jesusbrunnen“ wurde 1654–1656 als Grenzkirche errichtet und 1668 auf 2200 Sitzplätze erweitert. 1723/24 wurde sie durch einen Neubau nach Entwurf des Baumeisters Johann Andreas Semmhammer ersetzt. Seit dem Übergang an Polen 1945 dient sie als römisch-katholisches Gotteshaus mit dem Patrozinium des hl. Antonius.

- Oberhalb des Schlosses befand sich der Woldeck-Turm. Es war ein dreigeschossiger, mit Stein verkleideter, quadratischer Aussichtsturm. Er wurde ebenfalls von Alexander Minutoli errichtet und diente als Ausstellungsraum für dessen kunsthandwerkliche Sammlung. Seit 1945 Ruine.
- Die künstliche Ruine der Burg Neidberg wurde auch von Freiherrn Alexander von Minutoli-Waldeck errichtet. Sie soll an der Stelle einer Gegenburg der Burg Tzschocha entstanden sein.

## Persönlichkeiten
- Alexander Friedrich Wilhelm von Minutoli (1806–1887), deutscher Jurist, Volkswirtschaftler und Kunstmäzen
- Joachim Graf von Pfeil und Klein Ellguth (1857–1924), deutscher Afrikaforscher